# Конференция католических епископов Кении
Конференция католических епископов Кении (англ. Kenya Episcopal Conference, KEC) — коллегиальный орган церковно-административного управления Римско-Католической церкви церковной иерархии в Кении. Конференция католических епископов Кении осуществляет определённые пастырские функции, направленные для решения литургических, дисциплинарных и иных вопросов, свойственных католической общине страны. Высшим органом Конференции католических епископов Кении является общее собрание епископов и архиепископов. Решения Конференции католических епископов Кении утверждаются Римским папой. Конференция католических епископов Кении входит в Ассоциацию членов епископских конференций Восточной Африки (Association of Member Episcopal Conferences in Eastern Africa, AMECEA) и Симпозиум епископских конференций Африки и Мадагаскара (Symposium of Episcopal Conferences of Africa and Madagascar, SECAM).
Конференция католических епископов Кении была учреждена Святым Престолом 7 декабря 1976 года. Между пленарными заседаниями, которые являются высшим органом Конференции католических епископов Кении, действует Католический секретариат (Catholic Secretariat), который обеспечивает техническую поддержку, координирует и осуществляет принятые на пленарном заседании решения. Католический секретариат состоит из 15 комитетов и 2 субкомитетов.

## Президенты
- архиепископ Найроби John Joseph McCarthy (1969—1970);
- архиепископ Найроби кардинал Морис Майкл Отунга (1970—1976);
- епископ Элдорета Джон Ндженга (1976—1982);
- епископ Накуру Рафаэль Ндинги Мванаа Нзеки (1982—1988);
- архиепископ Ньери Никодемус Кирима (1988—1991);
- архиепископ Кисуму Zacchaeus Okoth (1991—1997);
- епископ Эмбу Джон Нджуэ (1997—2003);
- епархия Элдорета Корнелиус Арап Кори Кипнгено (2003—2006);
- архиепископ Найроби кардинал Джон Нджуэ (2006 — по настоящее время).

## Источник
- Annuario Pontificio, Libreria Editrice Vaticana, Città del Vaticano, 2003, стр. 1010, ISBN 88-209-7422-3